# Piper parvibracteatum
Piper parvibracteatum är en pepparväxtart som beskrevs av C. Dc.. Piper parvibracteatum ingår i släktet Piper och familjen pepparväxter. Inga underarter finns listade i Catalogue of Life.